# Menai Bridge
Menai Bridge (in gallese: Porthaethwy) è una cittadina e comunità (community) della costa nord-occidentale del Galles, situata nell'isola (e contea) di Anglesey ed affacciata sullo stretto di Menai (Mare d'Irlanda). Conta una popolazione di circa 3.000 abitanti.

## Geografia fisica
Menai Bridge si trova nella parte meridionale dell'isola di Anglesey, di fronte alla città di Bangor, e tra le località di Beaumaris e Llanfair PG (rispettivamente a sud/sud-ovest della prima e a nord/nord-est della seconda).

## Storia
Le prime notizie scritte sulla località si hanno sin dal 1194, quando Llywelyn il Grande combatté una battaglia in loco (nota come battaglia di Porthaethwy) contro suo nipote Rhodi. Tuttavia, la zona era abitata sin dall'Età del Bronzo.
La località iniziò quindi a svilupparsi a partire dal XVI secolo.
Nel 1826, la località (e l'isola di Anglesey) fu collegata per la prima volta alla terraferma grazie alla realizzazione di un ponte sospeso sullo stretto di Menai (v. anche la sezione Ponte sospeso sul Menai.
Nel 1914, la città ospitò alcuni esuli provenienti dalla città belga di Mechelen, che fuggivano dall'invasione tedesca del loro Paese. A loro si deve la realizzazione della cosiddetta "Belgian Promenade".

## Monumenti e luoghi d'interesse

### Architetture religiose

#### Chiesa di Santa Maria

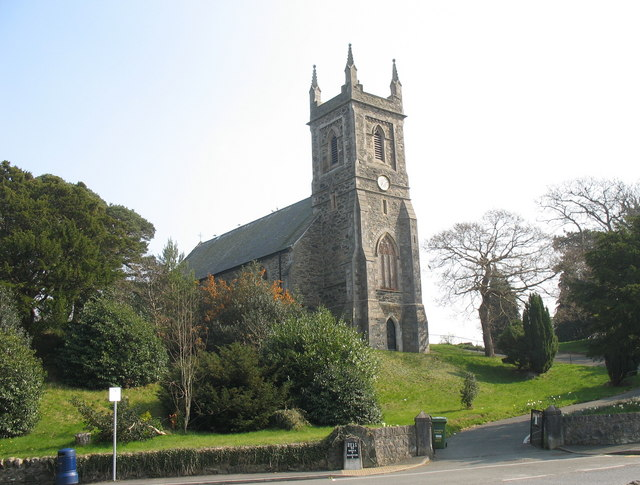
Menai Bridge: la chiesa di Santa Maria

Tra i principali edifici religiosi di Menai Bridge, figura la chiesa dedicata a Santa Maria, costruita nel 1858 su progetto dell'architetto Henry Kennedy.

#### Chiesa di San Tysilio
Nei dintorni di Menai Bridge si trova la chiesa dedicata a san Tysilio, risalente al XVI secolo.

### Architetture civili

#### Ponte sospeso sul Menai

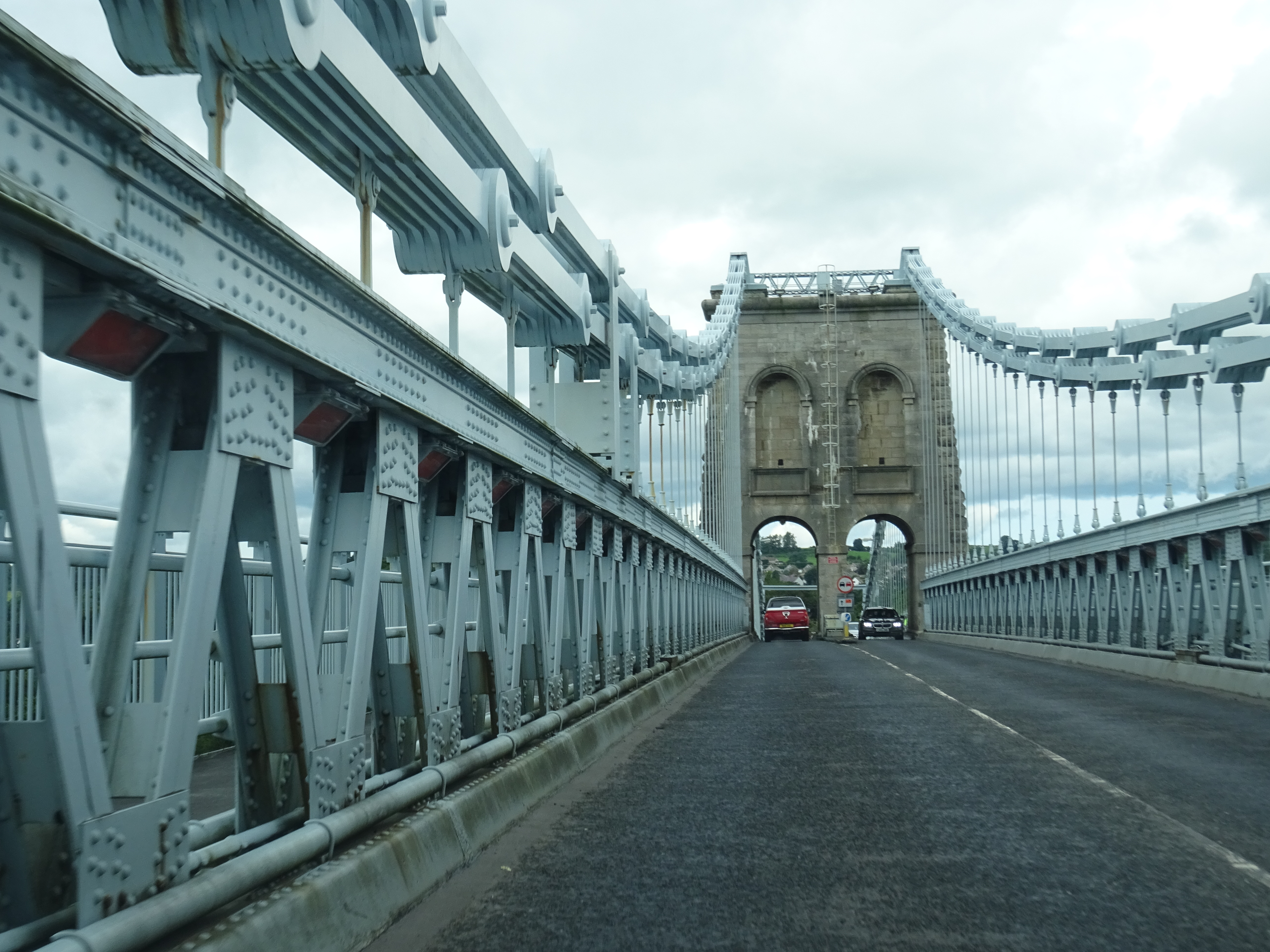
Menai Bridge: il ponte sospeso sul Menai

Il più famoso monumento della città è il ponte sospeso sullo stretto di Menai (Menai Suspension Bridge), un ponte lungo 174 metri e che si eleva fino a 30 metri d'altezza, progettato nel 1826 da Thomas Telford.

## Società

### Evoluzione demografica
Al censimento dell'aprile 2001, la community di Menai Bridge contava una popolazione pari a 3.146 abitanti, di cui 1.663 erano donne e 1.483 erano uomini.

## Cultura

### Musei
- Menai Heritage Experience[7]